# Bajorrelieves de Laquis

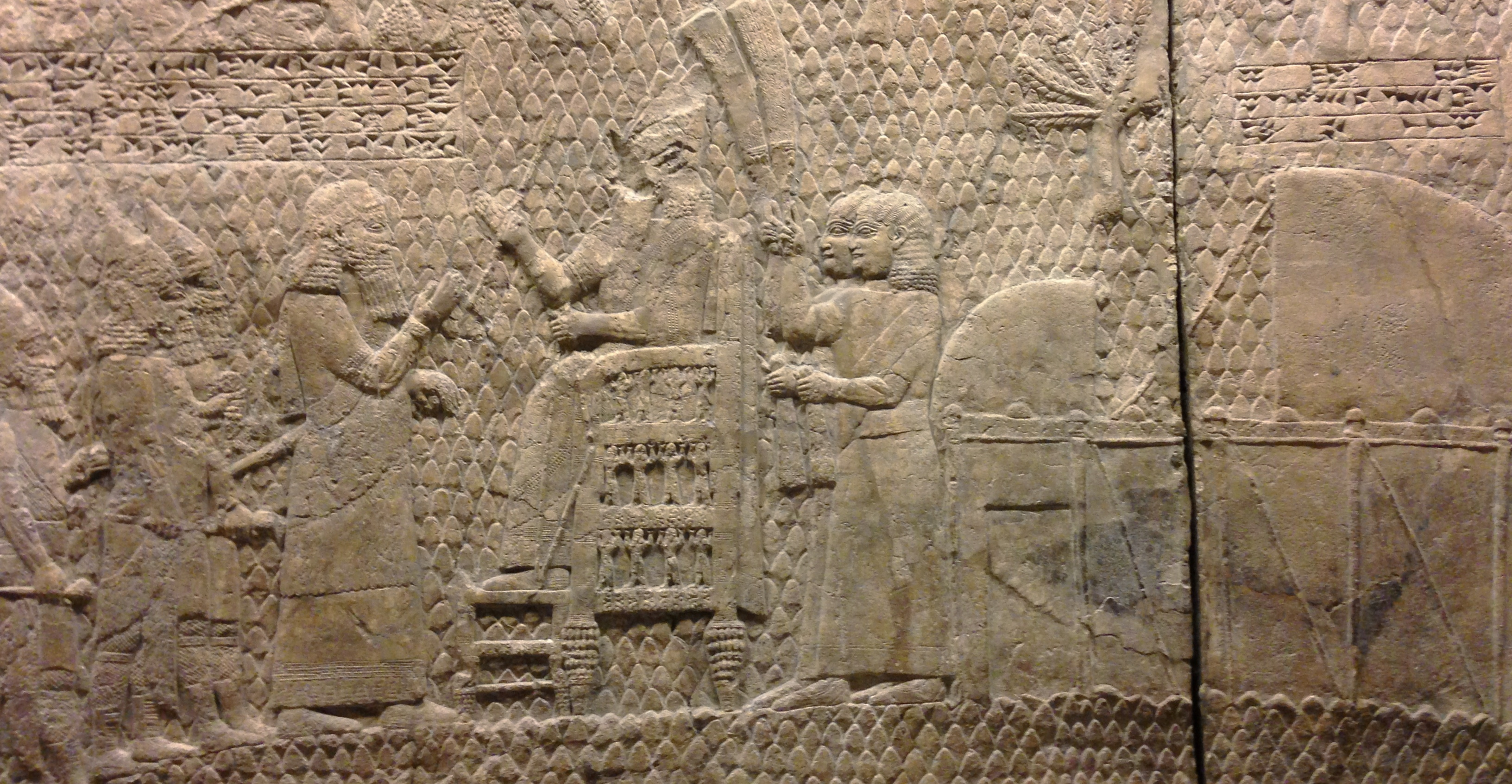
La única inscripción que identifica el lugar representado en los relieves dice: «Senaquerib, el rey poderoso, rey del país de Asiria, sentado en el trono del juicio, ante (o a la entrada de) la ciudad de Lachish (Lakhisha). Doy permiso para su matanza». Número de identificación: BM 124911

Los bajorrelieves de Laquis son un conjunto de relieves de palacios asirios que narran la historia de la victoria asiria sobre el reino de Judá durante el asedio de Laquis en el 701 a C. Tallado entre 700 y 681 a. C., como decoración del Palacio de Senaquerib en Nínive (en el actual Irak), el relieve se encuentra hoy en el Museo Británico de Londres, y se incluyó como elemento 21 en la serie de la BBC Radio 4, Una historia del mundo en cien objetos presentada por el ex director del museo Neil MacGregor. La sala del palacio, donde se descubrió el relieve en 1845-1847, estaba completamente cubierta con el llamado «relieve de Laquis» y tenía 12 metros de ancho y 5,1 metros de largo. La secuencia de la Cacería de leones de Asurbanipal se encontró en el mismo palacio.

## Identificación

Asedio de Laquis (701 a. C.). La inscripción dice: «Senaquerib Rey del Universo, Rey de Asiria, se sienta en un trono y el botín de Lachish desfila ante él». Museo Británico

Los relieves fueron descubiertos por Austen Henry Layard, que entonces tenía 28 años, durante las excavaciones realizadas entre 1845 y 1847. Al comentar sobre la inscripción sobre la figura sentada de Senaquerib, Layard escribió:

Aquí, por lo tanto, estaba el cuadro real de la toma de Laquis, la ciudad que sabemos por la Biblia, sitiada por Senaquerib, cuando envió a sus generales a exigir tributo a Ezequías, y que había capturado antes de su regreso; evidencia del carácter más notable para confirmar la interpretación de las inscripciones, y para identificar al rey que hizo grabarlas con el Senaquerib de las Escrituras. Esta interesantísima serie de bajorrelieves contenía, además, una indudable representación de un rey, una ciudad y un pueblo, cuyos nombres conocemos, y de un acontecimiento descrito en las Sagradas Escrituras.
Austen Henry Layard

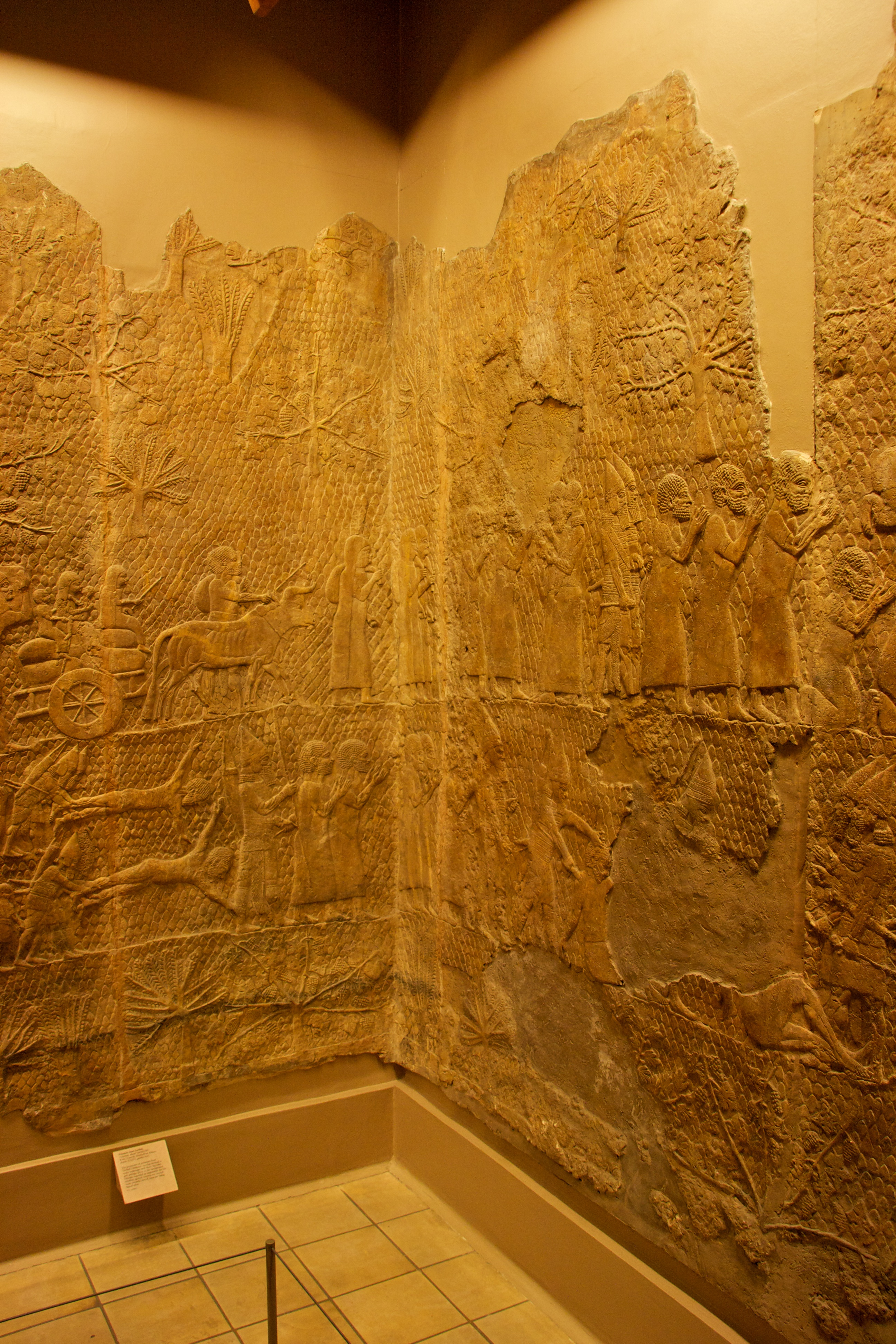
Bajorrelieves de Laquis, Museo Británico

Layard señaló en su trabajo que Henry Rawlinson, el «Padre de la Asiriología», no estaba de acuerdo con la identificación como el Laquis bíblico. Rawlinson había escrito en 1852: «Al mismo tiempo, es casi imposible que la captura de Lakitsu, que está representada de la manera más elaborada en las paredes del palacio de Senaquerib en Nínive, pueda referirse a esta ciudad, ya que los dos nombres son escrito de manera bastante diferente en los caracteres cuneiformes». Layard y otros refutaron la identificación de Rawlinson, y prevaleció la identificación como el Laquis bíblico.
El investigador israelí Yigael Yadin mostró que las imágenes de las murallas y la ciudad representadas encajan con las murallas y la ciudad descubiertas vistas desde cierto punto cerca de las excavaciones de Tel Lachish. Las descripciones que se muestran en los relieves se compararon con las escritas sobre Laquis en la Biblia y también se encontró que eran similares.

## Descripción

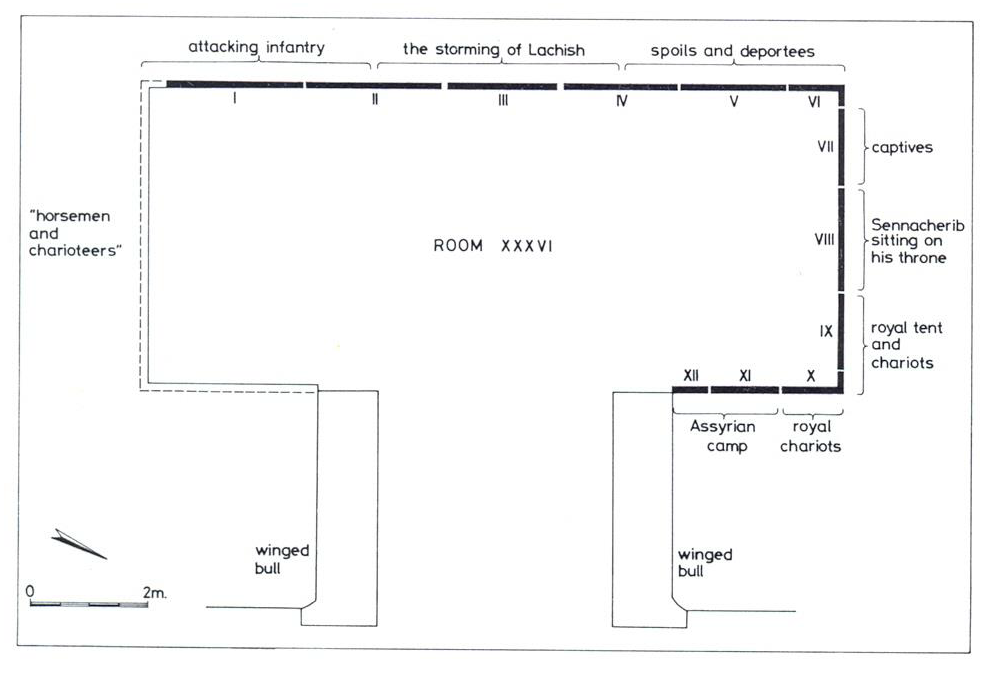
Plano de planta de la sala del palacio con el relieve de Lachish

El relieve, que consta de doce paneles, muestra la conquista de la ciudad judía de Laquis en el 701 a. C. en una escena narrativa coherente. La narración comienza a la izquierda de la entrada de la habitación 305 con una representación de la invasión del ejército asirio (I y II). En el centro del relieve (II-IV) se representa el asalto a la ciudad, por cuyas puertas (posteriormente) la gente huye y es capturada. El área adyacente muestra a los judíos deportados (IV–VI). En la pared lateral derecha (VII) se puede ver al rey Senaquerib, pero los medos o babilonios le arañaron la cara cuando conquistaron Nínive. Luego se puede ver la tienda real y los carros reales (IX y X). La conclusión (XI y XII) fue la representación de un campamento militar en el lado derecho de la entrada.

### Escena primera
La primera escena está en el lado izquierdo del relieve y muestra honderos, arqueros y lanceros avanzando hacia la ciudad sitiada en un paisaje salpicado de árboles y arbustos (borde superior del relieve).

### Escena segunda
La segunda escena representa el ataque a la ciudad bien armada, que está fortificada con un alto y poderoso muro. Los soldados atacan una puerta exterior y partes de las fortificaciones de la ciudad con arietes o una especie de torre de asedio, detrás de la cual avanzan las tropas con escudos. De particular interés es la poderosa rampa de asedio, que ha resistido la prueba del tiempo y todavía se puede ver hoy. Los defensores de la ciudad arrojan antorchas a las armas de asedio desde la muralla. Algunos de los defensores huyen de la ciudad.

### Escena tercera
La tercera escena muestra a los conquistadores retirando el botín, que consiste en utensilios de culto y grandes tesoros. El botín también incluye niños, mujeres y hombres que son llevados en cautiverio y, a veces, se representan con una carreta tirada por bueyes de dos ruedas. Algunos de los hombres son asesinados.

### Escena cuarta
La cuarta escena muestra al rey Senaquerib sentado en su trono. Todos los personajes de todo el relieve están orientados hacia él. Los judíos se arrodillan ante él y le ruegan por sus vidas mientras sus soldados le rinden homenaje.

### Escena quinta
La quinta escena representa el campamento del ejército asirio, donde las personas aquí se muestran caminando en la dirección opuesta y, por lo tanto, están alineadas con la escena 4. El campamento tiene planta ovalada y está protegido por torres y una muralla. Dentro del campamento hay tiendas de campaña y sacerdotes realizando sacrificios. Hay más soldados frente al campamento.

## Interpretación

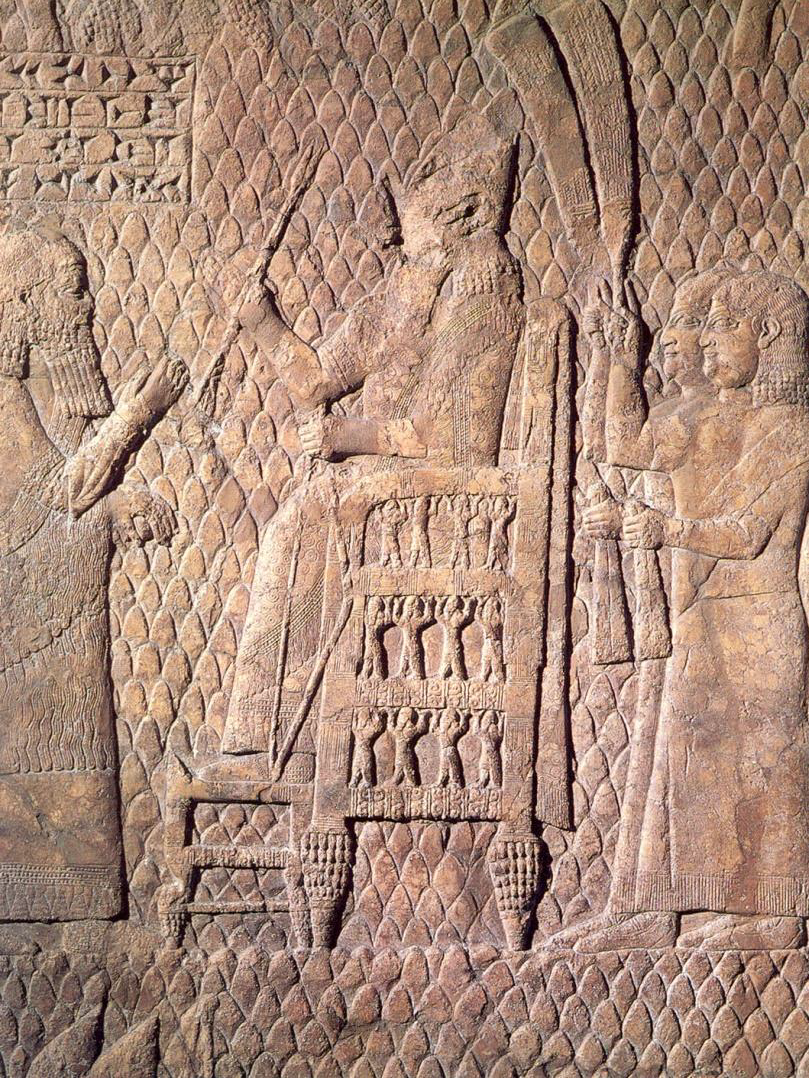
El rey asirio Senaquerib en su trono

Los eventos que rodearon la conquista de Lachish están registrados en un número incomparable de fuentes para el siglo VIII a. C.; en la Biblia hebrea, los relieves de Laquis, los Anales de Senaquerib y en las excavaciones arqueológicas de Laquis. Las conquistas de Senaquerib de las ciudades de Judea, sin la capital Jerusalén, se mencionan en la Biblia, el libro de los Reyes, el libro de las Crónicas y en el libro de Isaías.

Más tarde, cuando Senaquerib rey de Asiria y todas sus fuerzas sitiaban Laquis, envió a sus oficiales a Jerusalén con este mensaje para Ezequías rey de Judá y para todo el pueblo de Judá quienes estaban ahí.
(II Chronicles 32:9)

Aconteció en el año catorce del rey Ezequías, que Senaquerib rey de Asiria subió contra todas las ciudades fortificadas de Judá y las tomó.
(Isaiah 36:1–2)

En sus anales, Senaquerib afirmó que destruyó 46 ciudades y pueblos fortificados de Judá y tomó 200 150 cautivos, aunque la cantidad de cautivos hoy en día se considera una exageración. También afirmó que sitió al rey Ezequías de Judea en Jerusalén «como un pájaro en una jaula». Grabbe y otros eruditos hoy en día consideran que la ciudad representada en el relieve de Laquis es Jerusalén. Señalan que dado que Jerusalén no fue capturada por los asirios, el artista de Nínive que esculpió el bajorrelieve añadió simplemente Lakisu en lugar de «Ursalimmu» (Jerusalén). Otros autores consideran que el asedio de Jerusalén no está representado en el relieve de Laquis. porque resultó un fracaso y el relieve fue visto como una forma de compensación por no conquistar Jerusalén. El tamaño del relieve, su posición en la sala central de su palacio y el hecho de que el relieve de Laquis constituye el único retrato de batalla creado por Senaquerib, indican la importancia que le dio a esta batalla y supuso la victoria sobre Judea.

## Una historia del mundo en cien objetos
Los bajorrelieves de Laquis aparecieron en A History of the World in 100 Objects, una serie de programas de radio que comenzó en 2010 como una colaboración entre la BBC y el Museo Británico.